# Uroxys spaethi
Uroxys spaethi là một loài bọ cánh cứng trong họ Bọ hung (Scarabaeidae).